# Франц Коков
Франц Коков е български икономист и дългогодишен кмет на град Раковски, подкрепян от партиите СДС, НДСВ и ГЕРБ.

## Биография
Франц Генов Коков е роден на 1 януари 1963 г. в село Белозем, Пловдивски окръг.
Основно образование завършва в родното си село. В икономически техникум „Васил Левски“ в Пловдив завършва средно образование. През периода 1983 – 1985 г. отбива военната си служба в спортна школа „Тракия“ Пловдив в дублиращия отбор по футбол към представителния тим. Завършва висше образование във ВФСИ „Д. А. Ценов“ в град Свищов, специалност „Счетоводство и контрол“. През последната година от следването си специализира стопански и финансов контрол.
От 1992 до 1993 г. работи като данъчен инспектор в Данъчното бюро в град Раковски. След този период открива счетоводна кантора за счетоводни и финансови услуги. Притежава лиценз, издаден от МЗГАР за оценител на земеделски земи, подобренията и насажденията върху тях. От 1995 г. е избран за общински съветник в Община Раковски с листата на ОДС. Председател е на Икономическата комисия към Общински съвет. През 1999 г. е избран за кмет на Община Раковски. През 2003 г. е преизбран за втори, а през 2007 г. - за трети мандат.
По негова идея от 2000 г. ежегодно се организира фестивалът на маскарадните игри „Кукове“, който се финансира от община Раковски. По време на първия му мандат се подновява прокарването на канализацията на обраните води в Раковски и се прави проект за канализация на село Белозем. Реконструира се пътят Стряма - Момино и уличното осветление на основния булевард в града.
Идеята за създаването на индустриална зона чрез публично-частно партньорство се ражда в Италия, когато Франц Коков посещава икономическа зона в страната заедно с бизнес делегация. Няколко месеца по-късно Община Раковски организира търг за 815 декара общинска земя. Наддаването е спечелено от пловдивската строителна компания „Сиенит“. Фирмата има опит в изграждането на заводи, преди това е построила производствени мощности до пловдивското село Радиново. Така през 2005 г. се обособява Индустриална зона Раковски. В зоната за първите 11 години са инвестирали 19 фирми, които са осигурили 3500 работни места.
По идея на Франц Коков се организира и провежда международният детски футболен турнир „Обединени от футбола“ на стадион „Г.С.Раковски“. След преждевременната смърт на Франц, турнирът носи името „Обединени от футбола-Франц Коков“. Имало е и предложение един от градските стадиони да носи името му, но предложението е отклонено от общинските съветници.
Благодарения на усилията на Франц са организирани множество годишни фестивали и празници в общината:
- Фестивал на белия щъркел в Белозем,
- Празник на виното в Раковски,
- Международeн християнски младежки фестивал,

и др.
Преживе неговите приятели и колеги се обръщат към него с Франко. Поради големите му заслуги към града и общината, неговите съграждани си спомнят за него като основател на ренесанса в Раковски. През 2002 г. по време на апостолическото поклонничество на папа Йоан Павел II в България лично води колона от раковчани, извървели пеш разстоянието от Раковски до Пловдив, за да присъстват на Света литургия на централния площад в Пловдив.
Франц Коков умира на 25 октомври 2008 г. след дълго боледуване. Погребан е в гробищния парк на родното си място.

## Признание
Една от улиците и една от спирките на обществения транспорт в родното му село носят неговото име. От 14 април 2021 г. е почетен гражданин на община Раковски. От 13 април 2023 г. улицата пред стадион „Г.С.Раковски“ в град Раковски носи неговото име.